# Station Hronská Dúbrava
Station Hronská Dúbrava (Slowaaks: Železničná stanica Hronská Dúbrava) is het treinstation van de Slowaakse gemeente Hronská Dúbrava.

## Ligging

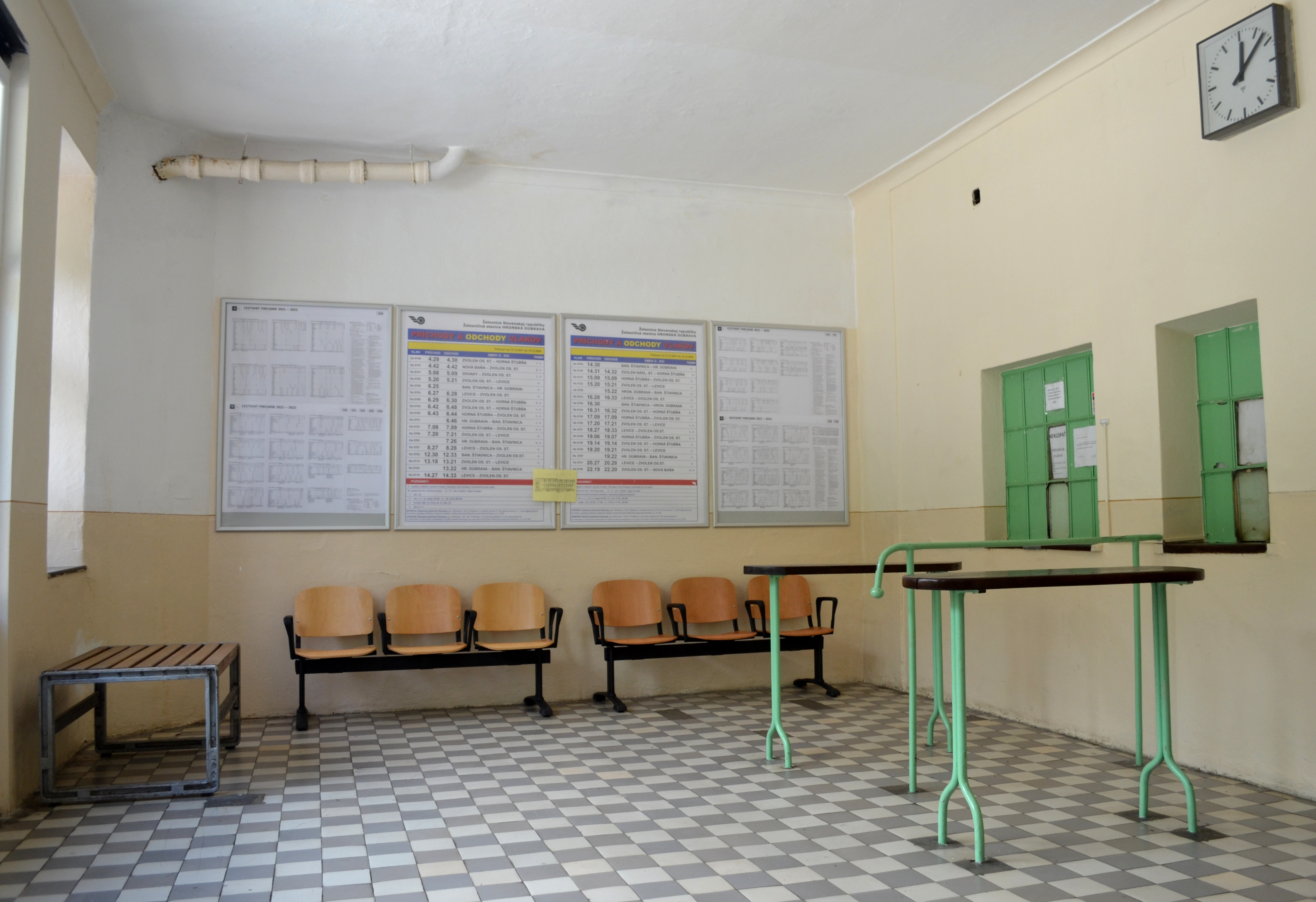
De wachtzaal

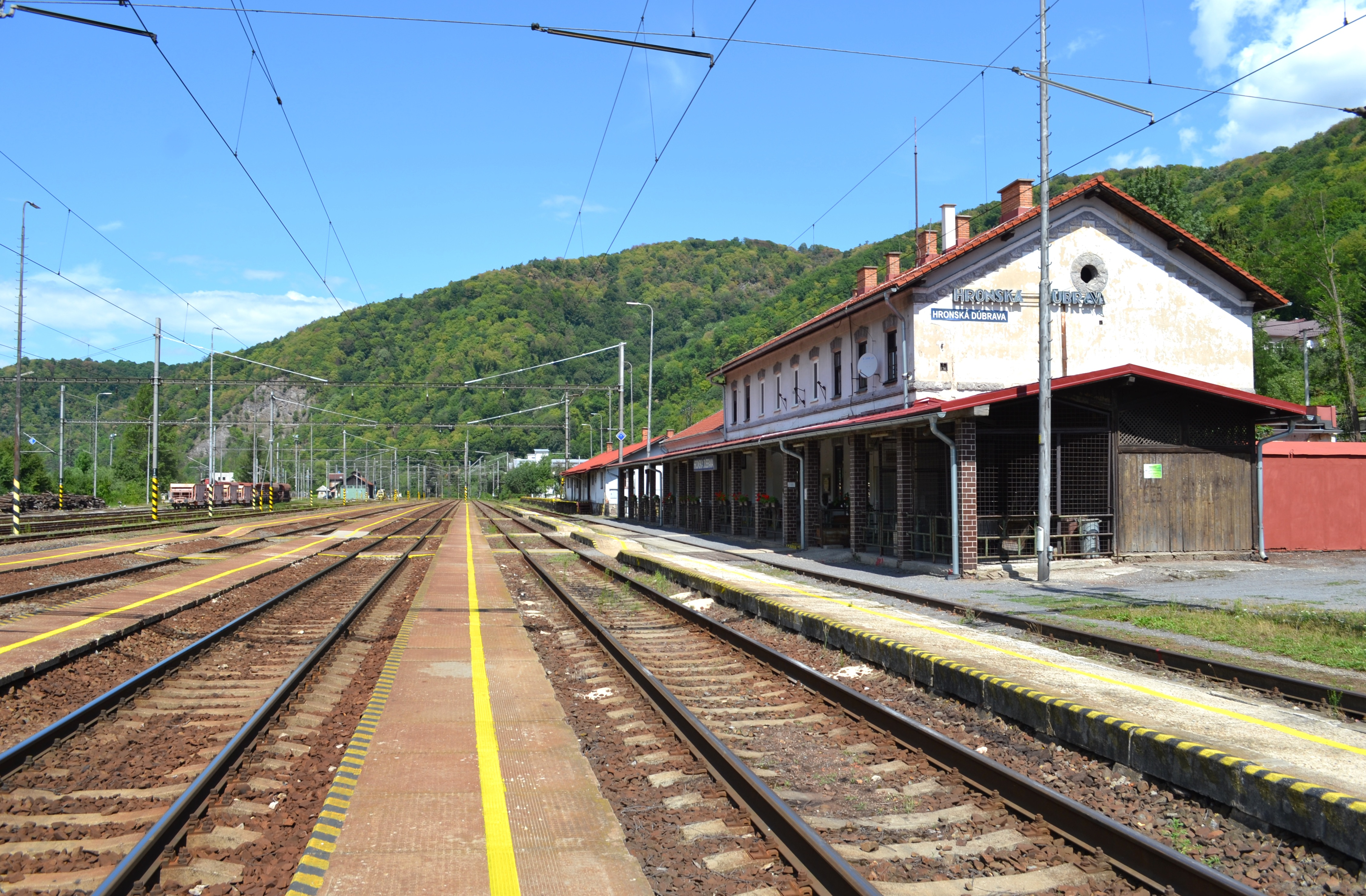
Zicht op de perrons en de sporen

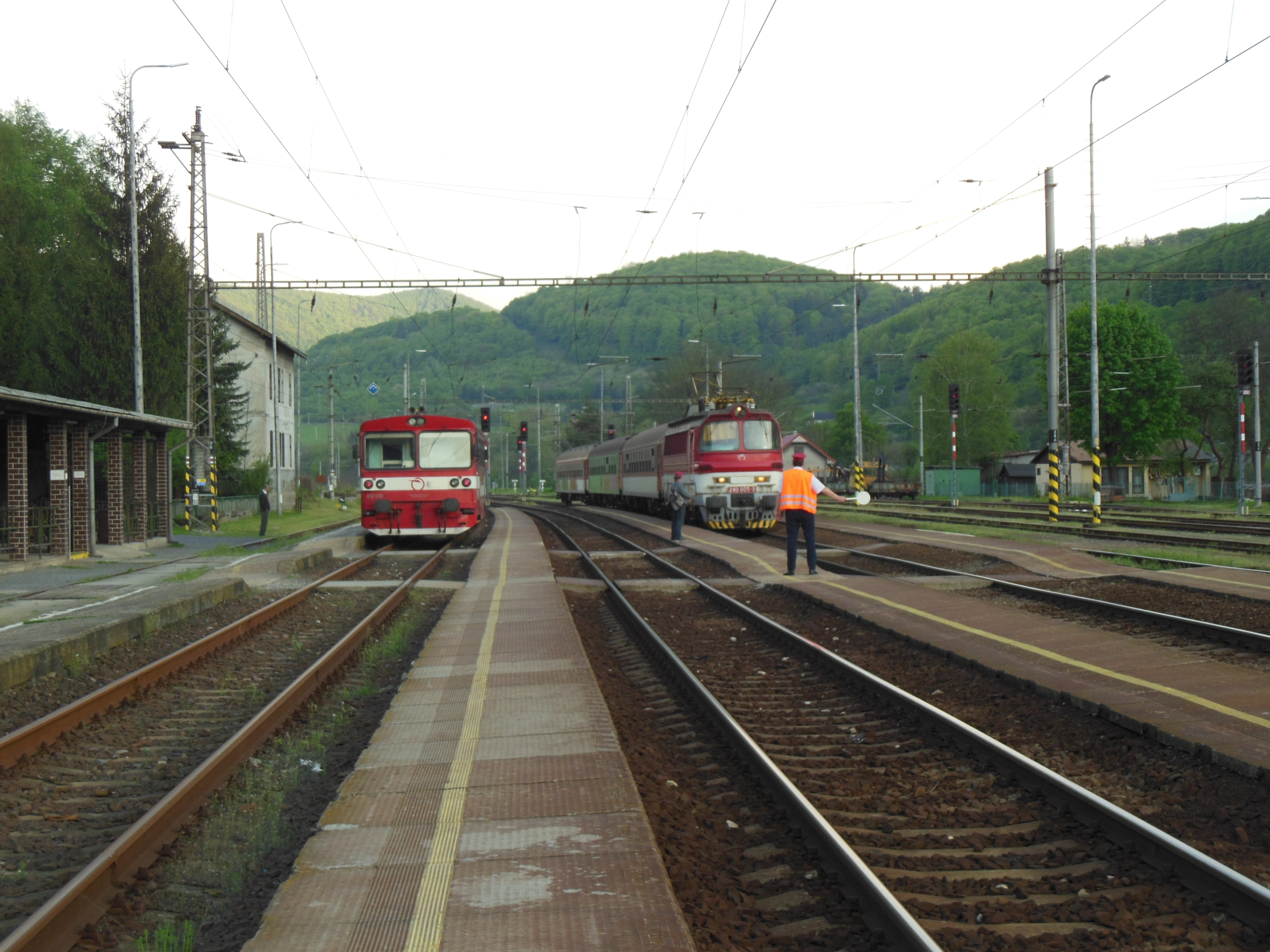
Zicht op de sporen (2017)

Het station ligt nabij het centrum van het land in westelijke richting. Het ligt op de geëlektrificeerde enkelsporige lijn Nové Zámky – Zvolen  (25 kV) en op de lijn Zvolen – Diviaky vanwaar de lijn Hronská Dúbrava - Banská Štiavnica aftakt. De afstand tussen het station Hronská Dúbrava en de stad Zvolen bedraagt ongeveer 11 kilometer.
Binnen de gemeente ligt het station aan de westelijke grens, op enkele meters afstand van het centrum, en op een afstand van ongeveer 200 meter van de rivier  Hron. Het station is bereikbaar via verkeersweg 2492.
Schuin tegenover het treinstation is een autobushalte voor regionaal verkeer.

## Geschiedenis
De eerste spoorlijn met passage in Hronská Dúbrava werd aangelegd vanuit Vrútok  (Noord-Macedonië) (± 1050 km). De omvangrijke spoorwerken duurden van 1865 tot 1872.
In 1870 begon de bouw van een smalspoorlijn van Hronská Dúbrava naar Banská Štiavnica (lijn 154). Deze werd in 1873 voltooid als "de eerste openbare smalspoorlijn in het toenmalige Hongarije".
De aanleg van de lijn van Hronská Dúbrava via Kozárovce naar Levice (lijn 150) begon pas in 1896.
De aanwezigheid van de spoorverbindingen stimuleerde de ontwikkeling van de gemeente en de bevolking vestigde zich rond het station. Oorspronkelijk heette dit laatste: Hronská Breznica; vanaf 1940 heette het Dúbrava en vanaf 1945: Hronská Dúbrava. 
Het stationsgebouw heeft de uitstraling van 1925, toen de laatste vergroting plaatsvond.
Op 5 april 1948 begon de bouw van de Jeugdspoorlijn (lijn 154) met normale spoorbreedte, en op 30 oktober 1949 werd deze geopend. Op het perron bevindt zich een herdenkingsplaat ter herinnering aan de inspanningen der arbeiders.

## Lijnen
Het station beheert de toegang tot de volgende lijnen:
- lijn 150 (Station Nové Zámky – Zvolen)
- lijn 154 (Hronská Dúbrava – Banská Štiavnica)
- lijn 171 (Zvolen – Diviaky[1])

## Dienstverlening
Er zijn 4 verhoogde perrons.
De instelling ressorteert onder de verkeersleiding van het regionale directoraat Zvolen.
Er is een autobushalte voor regionaal verkeer dicht bij het station.

## Treindienst
Er rijden verscheidene treinen tussen Zvolen en Levice (en vice versa) met overstapmogelijkheden.
Op de lijnen 150, 154 en 171 rijden dagelijks, zowel op werkdagen als tijdens de weekends, een aantal passagierstreinen in beide richtingen.